# Rancho Cordova
Rancho Cordova è un centro abitato (City) degli Stati Uniti d'America, situato nella contea di Sacramento dello Stato della California.